# Вевер-Крус, Эвелин
Эвелин Вэвер-Крос (нидерл. Evelyn Wever-Croes; род. 5 декабря 1966, Лейден, Южная Голландия) — политический и государственный деятель Арубы. Действующий премьер-министр Арубы (с 17 ноября 2017), государственного образования в составе Нидерландов, член и лидер партии Народное избирательное движение с 2011 года, входящей в Социалистический интернационал.

## Биография
Образование получила в Нидерландах. Племянница политика Бетико Круса. В 1985—1986 годах изучала право в Университете Нидерландских Антильских островов (Университет Кюрасао). Продолжила учёбу в 1986—1989 годах в области налогового права в Нидерландах в Лейденском университете. Позже, работала в налоговых органах. С 1994 года — начальник отдела. С 2003 до 2010 года — налоговый консультант в юридической фирме Croes, Wever & Tchong, одновременно работала юристом (с 2008).
С октября 2009 года — депутат Парламента Арубы. В 2013 году стала лидером парламентской группы.
Политик, член и лидер партии Народное избирательное движение Аруба с 2011 года, входящей в Социалистический интернационал.
17 ноября 2017 года после выборов в законодательные органы страны, организованных двумя месяцами ранее заняла пост премьер-министра Арубы. Уэвер-Крос возглавляет правительство, состоящее из партий Народное избирательное движение (MEP), Гордые люди и прогресс (POR) и Демократическая избирательная сеть (RED).
На тот момент была первой женщиной — премьер-министром Арубы с момента создания этой должности и автономии острова в 1986 году.
Замужем, имеет сына и внуков.